# Pelophylax demarchii
Pelophylax demarchii es una especie de anuro de la familia Ranidae. Es un endemismo de Eritrea. Su estatus de conservación es desconocido, como los demás aspectos de su biología.